# Jan Bo Petersen
Pour les articles homonymes, voir Petersen.
Jan Bo Petersen (né le 28 juillet 1970 à Næstved) est un coureur cycliste danois, vainqueur de nombreux titres nationaux et régionaux sur route et sur piste. Il a participé aux Jeux olympiques, où a obtenu une médaille de bronze en poursuite par équipes, ainsi qu'à cinq éditions des championnats du monde de cyclisme sur piste, où il a obtenu 5 médailles.

## Palmarès sur piste

### Jeux olympiques
- Barcelone 1992
  -  Médaillé de bronze de la poursuite par équipes
  - 8e de la poursuite individuelle
- Atlanta 1996
  - 18e de la course aux points

### Championnats du monde
- Maebashi 1990
  -  Médaillé de bronze de la course aux points amateurs
- Stuttgart 1991
  -  Médaillé de bronze de la poursuite individuelle amateurs
  -  Médaillé de bronze de la course aux points amateurs
- Hamar 1993
  -  Médaillé de bronze de la poursuite par équipes
- Palerme 1994
  -  Médaillé d'argent de la course aux points

### Championnats des Pays nordiques
- 1993
  - Champion des Pays nordiques de poursuite individuelle
  - Champion des Pays nordiques de poursuite par équipes
  - 2e de la course aux points
- 1996
  - Champion des Pays nordiques de poursuite individuelle
  - Champion des Pays nordiques de la course aux points
  - 2e de la poursuite par équipes

### Championnats du Danemark
- Champion du Danemark de poursuite juniors en 1988
- Champion du Danemark de poursuite par équipes juniors en 1987 et 1988
- Champion du Danemark de course aux points juniors en 1988
- Champion du Danemark de poursuite amateurs en 1990, 1991, 1993 et 1995
- Champion du Danemark de course aux points amateurs en 1991
- Champion du Danemark de poursuite par équipes amateurs en 1989, 1991, 1992 et 1993

## Palmarès sur route
- 1988
  - 2e du championnat du Danemark du contre-la-montre juniors
- 1990
  -  Champion du Danemark du contre-la-montre par équipes amateurs
- 1991
  - 3e du Berliner Etappenfahrt
  - 3e du championnat du Danemark du contre-la-montre amateurs
- 1992
  - Berliner Etappenfahrt
  - 3e du championnat du Danemark du contre-la-montre amateurs
- 1993
  - 3e du championnat du Danemark du contre-la-montre par équipes amateurs
- 1994
  -  Champion du Danemark du contre-la-montre amateurs
  -  Champion du Danemark du contre-la-montre par équipes amateurs
  - 2e de la Cinturón a Mallorca
- 1995
  -  Champion du Danemark du contre-la-montre
  - Berliner Etappenfahrt
  - 2e du championnat des Pays nordiques du contre-la-montre
- 1996
  - 2e du championnat du Danemark du contre-la-montre
- 1997
  -  Champion du Danemark du contre-la-montre par équipes

## Récompenses
- Cycliste danois de l'année en 1990 et 1991